# Adrián García Arias
Adrián Israel García Arias (ur. 6 grudnia 1975 w mieście Meksyk) – meksykański piłkarz występujący na pozycji środkowego obrońcy, reprezentant Meksyku, trener piłkarski, od 2025 roku prowadzi gwatemalski Mictlán.

## Kariera klubowa
García Arias jest wychowankiem zespołu Deportivo Toluca. Do seniorskiej drużyny został włączony w wieku 19 lat przez szkoleniowca Luisa Garisto. W meksykańskiej Primera División zadebiutował 10 września 1995 w zremisowanym 2:2 spotkaniu z Santos Laguną. W sezonie Verano 1998 wywalczył z Tolucą pierwsze mistrzostwo Meksyku, jednak pełnił wówczas rolę rezerwowego w zespole. Rok i dwa lata później – podczas Verano 1999 i Verano 2000 – także triumfował ze swoją drużyną w ligwych rozgrywkach, natomiast w sezonie Invierno 2000 zdobył tytuł wicemistrzowski i strzelił pierwszą bramkę w profesjonalnej karierze – 11 marca w wygranej 2:1 konfrontacji z Atlasem. Ogólnie w barwach Toluki García Arias rozegrał 170 ligowych spotkań, zdobywając jednego gola.
Latem 2002 García Arias został zawodnikiem jednego z najbardziej utytułowanych klubów w Meksyku i ówczesnego mistrza kraju, stołecznej Amériki. Spędził tam tylko jeden, nieudany rok, niezakończony żadnym poważniejszym osiągnięciem. Później przez pół roku także bez sukcesów reprezentował barwy Santos Laguny, a następnie przez dwa lata Jaguares de Chiapas.
Wiosną 2006 García Arias podpisał umowę z San Luis FC. Już w debiutanckim sezonie w nowym zespole, Clausura 2006, wywalczył z nim historyczny sukces – wicemistrzostwo Meksyku. Był wówczas podstawowym graczem San Luis i rolę tę pełnił przez większość czasu spędzonego w klubie. Wiosnę 2010 spędził na wypożyczeniu w Indios de Ciudad Juárez, z którym spadł do drugiej ligi meksykańskiej. W rozgrywkach Clausura 2011 zdobył kolejny w karierze tytuł wicemistrzowski, tym razem z Monarcas Morelia, którego barwy reprezentował na zasadzie wypożyczenia przez rok. Latem 2011 został wypożyczony na sezon do Querétaro.
| Sezon     | Klub                    | Kraj   | Rozgrywki        | Mecze | Bramki |
| --------- | ----------------------- | ------ | ---------------- | ----- | ------ |
| 1995/1996 | Deportivo Toluca        | Meksyk | Primera División | 16    | 0      |
| 1996/1997 | Deportivo Toluca        | Meksyk | Primera División | 14    | 0      |
| 1997/1998 | Deportivo Toluca        | Meksyk | Primera División | 5     | 0      |
| 1998/1999 | Deportivo Toluca        | Meksyk | Primera División | 24    | 0      |
| 1999/2000 | Deportivo Toluca        | Meksyk | Primera División | 36    | 1      |
| 2000/2001 | Deportivo Toluca        | Meksyk | Primera División | 36    | 0      |
| 2001/2002 | Deportivo Toluca        | Meksyk | Primera División | 39    | 0      |
| 2002/2003 | Club América            | Meksyk | Primera División | 14    | 0      |
| 2003/2004 | Club Santos Laguna      | Meksyk | Primera División | 7     | 0      |
| 2003/2004 | Jaguares de Chiapas     | Meksyk | Primera División | 19    | 0      |
| 2004/2005 | Jaguares de Chiapas     | Meksyk | Primera División | 27    | 1      |
| 2005/2006 | Jaguares de Chiapas     | Meksyk | Primera División | 3     | 0      |
| 2005/2006 | San Luis FC             | Meksyk | Primera División | 20    | 0      |
| 2006/2007 | San Luis FC             | Meksyk | Primera División | 20    | 0      |
| 2007/2008 | San Luis FC             | Meksyk | Primera División | 35    | 1      |
| 2008/2009 | San Luis FC             | Meksyk | Primera División | 7     | 0      |
| 2009/2010 | San Luis FC             | Meksyk | Primera División | 10    | 0      |
| 2009/2010 | Indios de Ciudad Juárez | Meksyk | Primera División | 10    | 0      |
| 2010/2011 | Monarcas Morelia        | Meksyk | Primera División | 25    | 0      |
| 2011/2012 | Querétaro FC            | Meksyk | Primera División |       |        |

## Kariera reprezentacyjna
W 2002 roku selekcjoner Javier Aguirre powołał Garcíę Ariasa do reprezentacji Meksyku na Złoty Puchar CONCACAF. Na tym turnieju zawodnik zanotował swój debiut w kadrze narodowej – 19 stycznia 2002 w wygranym 1:0 meczu z Salwadorem w fazie grupowej. Drugi, ostatni mecz w reprezentacji rozegrał dwa dni później, w fazie grupowej z Gwatemalą, zakończony wynikiem 3:1. Ostatecznie Meksykanie odpadli z rozgrywek Złotego Pucharu w ćwierćfinale.